# Utaurora
Utaurora comosa
Genre
Espèce
Utaurora est un genre éteint d'opabiniidé, d'étranges organismes préhistoriques à corps mou proches des Arthropodes, du Cambrien de l'Utah,. Il n'est représenté que par son espèce type, Utaurora comosa.

## Découverte
Le spécimen holotype d'Utaurora comosa, KUMIP 314087, a été collecté dans la formation de Wheeler dans l'Utah. En 2008, il a été initialement décrit comme un spécimen d'Anomalocaris. En 2022, Stephen Pates (d), Joanna M. Wolfe (d), Rudy Lerosey-Aubril (d), Allison C. Daley (d) et Ortega-Hernández (d) l'ont réinterprété comme un opabiniidé et l'ont décrit comme un nouveau genre et une nouvelle espèce.

## Étymologie
Utaurora est un mot-valise de l'Utah, en référence à l'endroit où le spécimen a été trouvé, et Aurora, le nom d'une déesse romaine. La référence à Aurore a été choisie car cette déesse de l'aube a transformé son amant en insecte, Utaurora étant une forme basale d'arthropodes.
Le qualificatif d'espèce est un mot latin signifiant « poilu » ou « feuillu », attribué en référence à l'apparence de l'animal, avec une surface dorsale d'aspect poilu et une disposition en forme de feuille de lames caudales.

## Description
Utaurora est étroitement liée à Opabinia, un organisme bizarre des schistes de Burgess avec cinq yeux et une trompe. On ne sait pas si Utaurora avait une trompe comme son proche parent. Utaurora diffère d’Opabinia par ses soies plus étendues couvrant son dos et lui donnant un aspect poilu, et par son éventail caudal composé d'au moins sept paires de lames, contre trois comme chez Opabinia.

## Publication originale
- (en) Stephen Pates, Joanna M. Wolfe, Rudy Lerosey-Aubril, Allison C. Daley et Javier Ortega-Hernández, « New opabiniid diversifies the weirdest wonders of the euarthropod stem group », Proceedings of the Royal Society B, Royal Society, vol. 289, no 20212093,‎ 9 février 2022 (ISSN 0962-8452 et 1471-2954, DOI 10.1098/RSPB.2021.2093, lire en ligne).